# リア・マルティニ
リア・マルティニ（チェコ語: Lea Martini、1973年10月9日 - ）は、チェコの元ポルノ女優。プラハ出身。

## 経歴・作品
1995年から2001年頃までの間に50本以上の作品に出演している（下記外部リンク参照）。